# فرپس
فرَپس (به انگلیسی: Fraps) یک نرم‌افزار ارزیابی، ضبط ویدئویی ریل تایم و گرفتن عکس از صفحه نمایش (نماگرفت) از برنامه‌های کاربردی استفاده‌کننده از directX و openGL می‌باشد. برای مثال از این برنامه می‌توان برای تعیین عملکرد کامپیوتر در یک بازی ویدئویی (فریم سنجی) و ضبط بلا درنگ آن استفاده کرد و در هنگام نیاز از بازی عکس یا نماگرفت تهیه نمود. کدک ویدئویی Fraps تقریباً «بی اتلاف» یا Lossless می‌باشد و می‌تواند با کمترین تداخل در عملکرد بازی، خروجی آن را ضبط کند.